# 佐々木希
佐々木 希（ささき のぞみ、1988年〈昭和63年〉2月8日 - ）は、日本の女優、ファッションモデル。旧姓同じ。本名、渡部 希（わたべ のぞみ）。秋田県秋田市出身。トップコート所属。夫はアンジャッシュの渡部建。

## 略歴
2005年、秋田フォーラス（現：秋田オーパ）に出店していたショップ「流行屋」の店員として勤務していたところ、集英社の青年漫画雑誌『週刊ヤングジャンプ』の全国縦断素人美少女発見グラビア「ギャルコンJAPAN」のスタッフが偶然見かけ、同店の店長の承認を得て写真撮影がなされた。2006年3月9日発売の同誌で「ギャルコンJAPAN」初代グランプリとなったことが発表された。
2006年8月、集英社の女性ファッション雑誌『PINKY』の『第2回プリンセスPINKYオーディション』で、応募4,290人の中からグランプリを受賞。集英社発行の雑誌において、読者層が大きく異なるグラビアアイドル系のコンテスト（読者層が若年男性）とファッションモデル系のコンテスト（読者層が若年女性）の双方でグランプリを獲得したのは史上初であり、芸能事務所十数社から獲得の申し出があった。
そのため集英社が各事務所との面接を段取り、『ヤングジャンプ』愛読者だった当時のマネージャーの熱意を感じてトップコート所属となる。事務所所属を機にショップ店員を退職して上京。
2007年1月、集英社の少女漫画雑誌『マーガレット』に佐々木のシンデレラ・ストーリーを漫画化した『ガールフロムアキタトゥートキオ!!』（中田ミノル画）が掲載された。同年より集英社の「金のティアラ大賞」応援キャラクターとしても活動。その一方で、『PINKY』の専属モデルとしても活動し、同年5月発行の同誌7月号で鈴木えみとともに初の表紙を飾った。5月7日にはブログを開始。11月21日発売のAqua Timezのアルバム『ダレカの地上絵』収録曲「B with U」のミュージック・ビデオにも出演した。
2008年1月5日に秋田テレビ『とことん生チュー2008ch』、1月7日にNHK総合東北地方ブロックネットの新春インタビューコーナー、3月8日に秋田放送『いいオンナ!! 美人育成プロジェクト』（同郷の鳥居みゆきと共演）で、地元のテレビに出演。また、集英社『週刊プレイボーイ』で秋田弁を話すナマドルとして紹介された。同年3月24日より、WOWOW『Discover! UEFA EURO 2008』で衛星放送で全国放送デビュー。同年4月4日からTOKYO MX『ガリンペイロeX』にも半年間出演し、同年5月21日にはフジテレビ『爆笑レッドカーペット』で全国ネットの地上波番組デビューした。
テレビ番組でのタレント活動と並行して、2008年1月発行の『PINKY』3月号では初めて単独表紙を飾り、同年2月4日から日本コカ・コーラ「爽健美茶」のCMに杏、すみれ、VANESSAと共演して全国版CMデビュー。同年9月6日には東京ガールズコレクション2008 A/Wに出演するなどファッションモデルとしてのキャリアを重ねた。また、1st写真集『Nozomi』、1stDVD『nozomi』を発売、グラビアアイドルとしての活動も続けた。女優業にも進出し2008年11月1日公開の映画『ハンサム★スーツ』で女優デビュー。2009年1月13日から放送された日本テレビの火曜ドラマ『神の雫』で連続ドラマ初出演を果たした。また2009年1月14日から、日本テレビ『レコ☆Hits!』で木下優樹菜とともに初めて司会を担当した。
2009年、ロッテの新商品ガム「Fit's」のCMに出演、パパイヤ鈴木による独特な振付で踊る姿が話題になり、その振付を真似た動画をYouTubeに投稿し再生回数を競う「Fit's ダンスコンテスト」が開催されるまでに至った。同年4月22日発売のティニーシャ・ケリーのファースト・アルバム『クロニクル・オブ・TK』では、佐々木からのラブコールによって、ティニーシャとアートワークの共同制作を行なった。7月21日 - 8月20日に実施された日本雑誌協会「雑誌愛読月間」ではイメージキャラクターを務め、計300誌に露出した。11月7日公開の映画『天使の恋』では初主演を果たす。
2010年、『PINKY』の休刊に伴い雑誌『non-no』のレギュラーモデルとなる。4月28日、自身のブランド「Cotton Cloud」をオンラインショップでオープン、長年の夢を実現した。7月21日には自身が出演する「Fit's」のCMのBGM「狼少年ケンのテーマ」のメロディを用いた「噛むとフニャン feat.Astro」で歌手としてメジャー・デビュー。10月4日から、フジテレビ『森田一義アワー 笑っていいとも!』に木曜レギュラーとして出演を開始。
2010年11月25日、秋田県が新設した秋田をPRする「あきた美の国大使」に、加藤夏希（同県由利本荘市出身）とともに委嘱されることが発表された。発表に際して秋田県知事佐竹敬久は二人を「スーパー秋田美人」と称した。
2015年10月から上演の『ブロッケンの妖怪』で舞台デビューする。

## 私生活

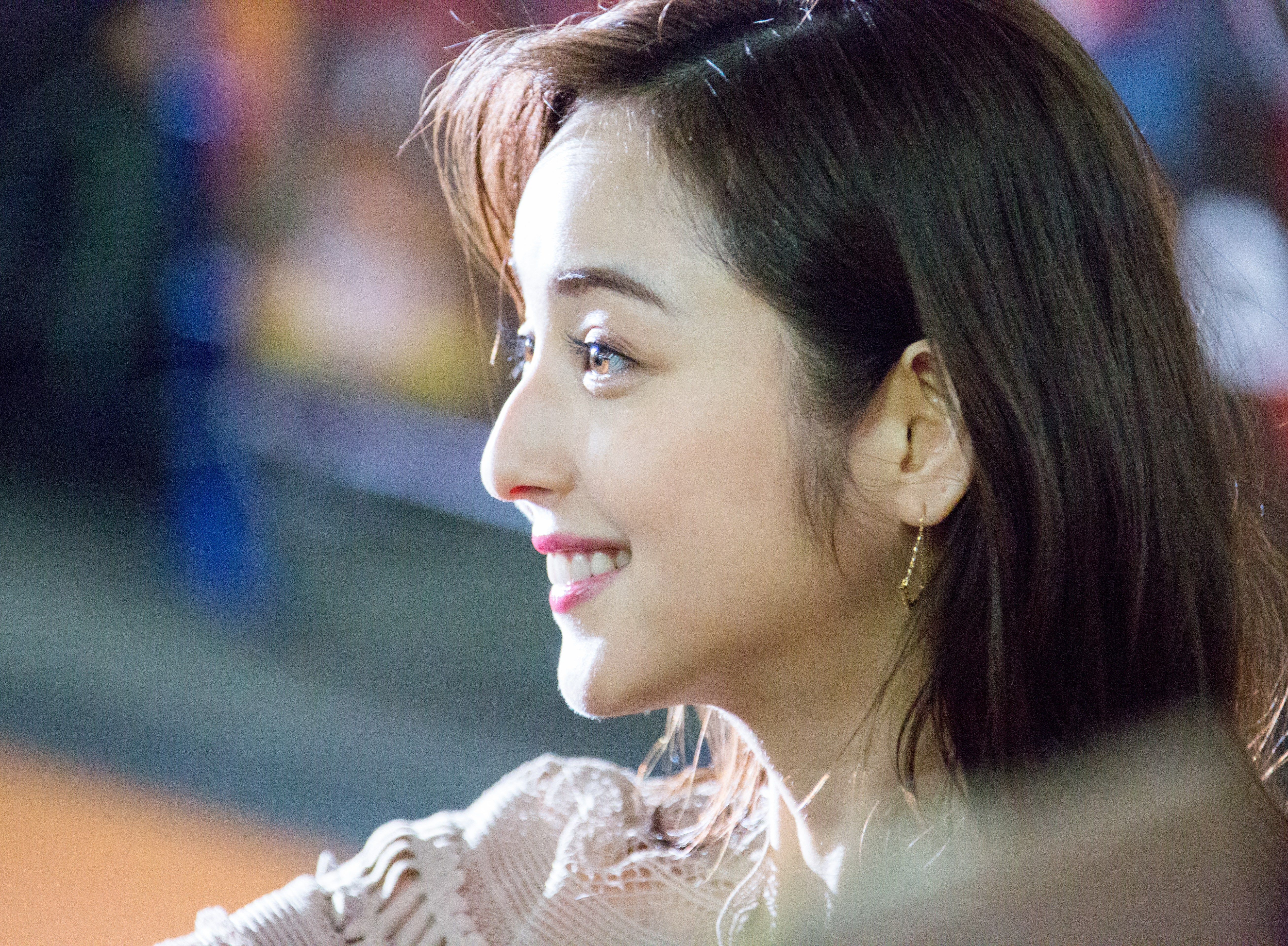
2017年の佐々木希

共通の友人を介して知り合い、2015年4月より熱愛が報じられていたお笑いコンビ・アンジャッシュの渡部建と、2017年4月11日に婚姻届を提出して結婚。4月9日に所属事務所を通じて連名のFAXにより結婚を報告し、同日放送の『行列のできる法律相談所』（日本テレビ）で渡部が自らの口で結婚を発表、佐々木自身も電話出演した。4月11日には、渡部が自身が火曜日レギュラーを務める『ヒルナンデス!』（日本テレビ）内で同日朝に婚姻届を都内の区役所に提出したことを生報告した。
2017年10月8日に明治記念館で挙式・披露宴を行い、同月に新婚旅行でタヒチを訪れた。
2018年2月28日に第1子妊娠を自身のInstagramで報告、主演ドラマ『デイジー・ラック』（NHK）の撮影終了後に出産準備に入る。9月13日に第1子男児の出産を自身のInstagramで報告した。
2020年6月12日、夫の渡部が複数の女性との不倫関係が報じられたことについて自身のInstagramで謝罪した。
2022年11月17日に第2子妊娠を自身のInstagramで報告。2023年4月27日に第2子の出産を自身のInstagramで報告した。

## 人物
- デビュー当初は、グラビアアイドルとファッションモデルを兼ねる「グラデル」であり、秋田弁を話すナマドルでもあった[15]。明石家さんまがフジテレビ『2009年FNS26時間テレビ』の『さんま・中居の今夜も眠れない』においてお気に入りの女性として取り上げ、後に同年10月16日放送のフジテレビ『さんまのまんまスペシャル2009』にゲストとして出演。

- 2022年1月24日、新型コロナウイルスに感染したと所属事務所が公式サイトで発表[41]。

- 寄せられる「秋田のヤンキー説」については2025年に否定している[42]。

## 作品

### シングル
- 噛むとフニャン feat.Astro（2010年7月21日、ソニー・ミュージックディストリビューション）
- ジン ジン ジングルベル feat.Pentaphonic（2010年11月24日）
- パペピプ♪パピペプ♪パペピプポ♪（2011年10月26日）[注 7]

### アルバム
- NOZOMI COLLECTION（2012年4月18日）

### 映像作品
- WEEKLY YOUNG JUMP PREMIUM DVD「nozomi」（2008年9月25日、リバプール）[注 8]
- 「DOLLY」 （2009年4月1日、リバプール）[注 8]

## 出演

### テレビドラマ
- 神の雫（2009年1月13日 - 3月10日、日本テレビ） - セーラ 役
- しぇいけんBABY!（2010年1月3日、フジテレビ） - 瀬尾桜子 役
- まっすぐな男（2010年1月12日 - 3月16日、関西テレビ） - 萱島ゆきえ 役
- 土俵ガール!（2010年7月13日 - 9月14日、MBS） - 主演・若林光 役
- サザエさん3（2011年1月2日、フジテレビ） - 未来の花沢 役
- プロポーズ兄弟〜生まれ順別 男が結婚する方法〜 第2話（2011年2月22日、フジテレビ） - 渡辺みなみ 役
- 怪盗ロワイヤル（2011年10月28日 - 12月23日、TBS） - シスター・スネーク 役[注 9]
- 火車（2011年11月5日、テレビ朝日） - 新城喬子 役
- 聖なる怪物たち 第1・5話（2012年1月19日・2月16日、テレビ朝日）
- 恋なんて贅沢が私に落ちてくるのだろうか?（2012年3月16日 - 5月25日、フジテレビTWO） - 主演・宝池青子 役
- TOKYOエアポート〜東京空港管制保安部〜（2012年10月14日 - 12月23日、フジテレビ） - 酒井真奈 役
- お天気お姉さん（2013年4月12日 - 6月7日、テレビ朝日） - 橋本茜 役
- 世にも奇妙な物語（フジテレビ）
  - '13春の特別編 「呪web」（2013年5月11日） - 主演・吉田ミサキ 役
  - '16春の特別編 「美人税」（2016年5月28日） - 主演・貴島愛子 役[43]
- 海の上の診療所 第8話（2013年12月2日、フジテレビ） - 白井亜希 役
- 恋するイヴ（2013年12月24日、日本テレビ） - 七海奈緒 役
- 星新一ミステリーSP 「霧の星で」（2014年2月15日、フジテレビ） - 主演・女 役[44]
- ファースト・クラス（2014年4月19日 - 6月21日、フジテレビ） - MIINA 役
  - ファーストクラス 第2・7話（2014年10月15日・11月26日） - 鈴木喜子 役[45]
- キャビンアテンダント刑事〜ニューヨーク殺人事件〜（2014年7月7日、フジテレビ） - 真野はるか 役[46]
- 信長のシェフ Part2 第1話（2014年7月10日、テレビ朝日） - 香蓮 役[47]
- 必殺仕事人2014（2014年7月27日、ABC / テレビ朝日） - おつう 役
- 東京特許許可局 第19話（2014年10月20日、NHK Eテレ） - 大橋道子 役
- 黒服物語（2014年10月24日 - 12月12日、テレビ朝日） - 杏子 役[48]
- 結婚に一番近くて遠い女（2015年3月6日、日本テレビ） - 佐藤カンナ 役[49]
- 連続ドラマW（WOWOW）
  - スケープゴート（2015年4月12日 - 5月3日） - 三崎麻由 役
  - 沈まぬ太陽（2016年7月 - ）
- アイムホーム 最終話（2015年6月18日、テレビ朝日） - 西澤真理 役[50]
- THE LAST COP/ラストコップ（2015年6月19日、日本テレビ） - 鈴木結衣 役[51]
- 恋愛あるある。「シングルママ恋愛あるある」（2015年6月24日、フジテレビ） - 主演・赤井仁絵 役[52]
- 早子先生、結婚するって本当ですか? 第8話（2016年6月9日、フジテレビ） - 赤坂亜衣子 役 [53]
- ヤッさん〜築地発!おいしい事件簿〜 第1話（2016年7月22日、テレビ東京） - ナカシマミキ 役[54]
- ON 異常犯罪捜査官・藤堂比奈子 第3・4・7・8話（2016年7月26日・8月2日・8月23日・8月30日、関西テレビ） - 佐藤都夜 役[55]
- バイプレイヤーズ
  - バイプレイヤーズ 〜もしも6人の名脇役がシェアハウスで暮らしたら〜 第11話・最終話（2017年3月24日・31日、テレビ東京） - 佐々木希（本人） 役
  - バイプレイヤーズ 〜名脇役の森の100日間〜 第5話（2021年2月4日、テレビ東京） - 佐々木希（本人） 役
- 小さな巨人（2017年4月 - 6月、TBS） - 山本アリサ 役
- 伊藤くん A to E（2017年8月15日 - 10月3日、TBS / 8月20日 - 10月1日、MBS） - 島原智美 役[56]
- デイジー・ラック（2018年4月20日 - 6月22日、NHK総合） - 主演・山城楓 役[57]
- にじいろカルテ 第4話（2021年2月11日、テレビ朝日） - 浅黄沙織 役[58]
- 白い濁流（2021年8月22日 - 10月10日、NHK BSプレミアム） - 河原智子 役
- 連続テレビ小説 カムカムエヴリバディ（2022年1月17日 - 、NHK総合） - 笹川奈々 役[59]
- ユーチューバーに娘はやらん!（2022年1月17日 - 3月28日、テレビ東京） - 主演・平千紗 役[60][61]
- やんごとなき一族（2022年4月21日 - 6月30日、フジテレビ） - 立花泉 役[62][63]
- アイのない恋人たち（2024年1月21日 - 3月17日、ABC・テレビ朝日） - 稲葉愛 役[64]
- 地獄の果てまで連れていく（2025年1月14日 - 3月25日、TBS） - 主演・橘紗智子 役[65]
- まどか26歳、研修医やってます! 第4話（2025年2月4日、TBS） - 成田友梨 役[66]
- 天久鷹央の推理カルテ（2025年4月22日 - 6月24日、テレビ朝日） - 天久真鶴 役[67]

### Webドラマ
- デス・ゲーム・パーク（2010年4月20日、ドコモ動画・BeeTV）
- 福家堂本舗 -KYOTO LOVE STORY-（2016年10月、Amazon Prime Video） - 福吉雛 役[68]
- 雨が降ると君は優しい（2017年9月16日配信開始、全8話、Hulu） - 主演・立木彩 役[69][70]

### 映画
- ハンサム★スーツ（2008年11月1日、アスミック・エースエンタテインメント） - 玲美 役
- 天使の恋（2009年11月7日、ギャガ） - 主演・小澤理央 役
- アフロ田中（2012年2月18日、ショウゲート） - 加藤亜矢 役
- ぱいかじ南海作戦（2012年7月14日、キングレコード / ティ・ジョイ） - キミ 役
- ONE PIECE FILM Z（2012年12月15日、東映） - ゾミノ（声） 役
- サンゴレンジャー（2013年6月15日、マーブルフィルム） - 島袋リサ 役
- 風俗行ったら人生変わったwww（2013年11月9日、セディックインターナショナル / 電通） - かよ / 木下幸子 役
- 呪怨 -終わりの始まり-（2014年6月28日、ショウゲート） - 主演・生野結衣 役[71]
- さいはてにて-やさしい香りと待ちながら-（2015年2月28日、東映） - 山崎絵里子 役[72][73]
- 呪怨 -ザ・ファイナル-（2015年6月20日、ショウゲート） - 生野結衣 役[74]
- 縁〜The Bride of Izumo〜（2016年1月16日、OSMANDエンターテインメント / トリプルアップ） - 主演・飯塚真紀 役[75][76]
- 星ガ丘ワンダーランド（2016年3月5日、ファントム・フィルム） - 清川七海 役[77]
- 嫌な女（2016年6月25日、松竹） - 神谷真里菜 役[78]
- カノン（2016年10月1日、KADOKAWA） - 岸本茜 役[79]
- いきなり先生になったボクが彼女に恋をした（2016年11月3日、松竹） - 主演・さくら 役[80]
- ラストコップ THE MOVIE（2017年5月3日、松竹） - 鈴木結衣 役[81]
- 東京喰種トーキョーグール（2017年7月29日、松竹） - 入見カヤ 役[82]
- 伊藤くん A to E（2018年1月12日、ショウゲート） - 島原智美 役[56]
- レッド・シューズ（2022年12月9日（北九州）・2023年2月24日（全国）、SDP） - 谷川由佳 役[83][84]
- 室井慎次 敗れざる者（2024年10月11日、東宝）[85]
- 室井慎次 生き続ける者（2024年11月15日、東宝）[86]
- お嬢と番犬くん（2025年3月14日、東宝） - 関谷香織 役[87]
- 一茶（公開未定[88]） - 菊 役[89]

### 吹き替え
- キングコング:髑髏島の巨神（2017年3月25日日本公開、ワーナー・ブラザース） - メイソン・ウィーバー 役（ブリー・ラーソン）[90]

### 舞台
- ブロッケンの妖怪（2015年10月 - 、竹生企画、作・演出・倉持裕） - 小真代 役[26]
- 醉いどれ天使（2021年9月3日- 9月20日、東京公演 明治座　2021年10月1日- 10月11日、大阪公演 新歌舞伎座） - ぎん 役

### その他のテレビ番組
太字は出演中
- 所JAPAN（2020年4月13日 - 、フジテレビ）
- すてきにハンドメイド（2021年4月 - 、NHK Eテレ） - MC
- 週刊情報チャージ! チルシル（2025年4月5日 - 、NHK総合）[91]
- Discover! UEFA EURO 200d8TM（WOWOW） - EURO QUEENとして
- ガリンペイロeX（2008年4月 - 9月、TOKYO MX） - 司会
- どうぶつ奇想天外!（2008年10月 - 2009年3月、TBS）
- ローズオニールキューピー（WOWOW） - ナレーション
- 格闘王子（2009年4月 - 2010年3月、TBS） - MC
- DREAM・K-1 WORLD MAX（2009年4月 - 終了時期不明、TBS） - メイン・キャスター
- 森田一義アワー 笑っていいとも!（2010年10月7日 - 2011年9月29日、フジテレビ） - 木曜レギュラー
- 笑っていいとも!増刊号（2010年10月10日 - 2011年10月2日、フジテレビ）
- ぐるぐるナインティナイン（2010年1月 - 2011年12月、日本テレビ） - 「グルメチキンレース・ゴチになります!」レギュラー
- レコ☆Hits!（2009年1月 - 2012年3月、日本テレビ） - MC
- 佐々木希のビューティー&ゴルフ（2011年、スカパー!）
- みんなのアメカン（2012年4月19日 - 2012年8月16日、日本テレビ） - MC
- 週末のシンデレラ 世界!弾丸トラベラー（2011年10月1日 - 2012年9月29日、日本テレビ） - MC

### ドキュメンタリー
- 佐々木希 神々の楽園 バリ島〜バリ舞踊の神髄にふれる〜（2014年7月27日、BS日テレ） - ナビゲーター

### ラジオ
- 佐々木希のらじおごはん（2022年8月8日 - 8月12日、NHK-FM）

### CM
- 日本コカ・コーラ 「爽健美茶」（2008年）
- So-net（2008年）
- アクネス不動産 「ロッキータウン御所野」（2009年）
- PARCO 「PARCO SWIM DRESS」（2009年）
- プロトコーポレーション 「Goo」（2009年 - 2011年）
- サントリーフーズ
  - 「ラッキーサイダー」（2009年）
  - 「BOSS FIRST CLASS」（2009年）
- ロッテ
  - 「Fit's」（2009年 - 2013年）
  - 「ガーナチョコレート」（2010年）
  - 「クーリッシュ」（2010年 - ）
  - 「デュアル」（2011年 - ）
  - 「B can」（2014年11月 - ）[92]
  - 「のど飴」（2015年11月 - ）
  - 「キシリトールガム」（2018年 - ）[注 10]
- 花王
  - 「エッセンシャル ダメージケア」（2010年 - ）
  - 「リーゼ プリティア泡カラー」（2011年12月 - ）
  - 「ソフィーナ オーブクチュール」（2011年12月 - ）[注 11]
  - 「エッセンシャル 集中補修ヘアパック」（2013年3月 - ）
  - 「ソフィーナ ジェンヌ」（2013年10月 - ）
- 富士フイルム
  - 「FinePix」（2010年 - ）
  - 「フジカラーポストカード」（2010年12月 - ）[注 12]
  - 「フジカラー年賀ポストカード」（2011年12月 - ）[注 13]
  - 「お正月を写そう」（2010年 - ）
  - 「+チェキ」（2013年3月 - ）
  - 「instax mini 90」（2013年12月 - ）
  - 「スマホ de チェキ」（2014年1月 - ）
  - 「"PHOTO IS" 30,000人の写真展」（2014年3月 - ）[注 14]
  - 「動画フォト! サービス」（2014年6月 - ）
- ロート製薬
  - 「OXY」（2010年 - ）
  - 「ロートリセ洗眼薬」（2010年 - ）
  - 「ロートナノアイ クリアショット」（2013年10月 - ）
- サントリー
  - 「カロリ。」（2010年 - ）
  - 「カクテルカロリ。」（2010年 - ）
- トリンプ・インターナショナル・ジャパン 「AMO'S STYLE」（2010年）
- 秋田県 「あきた美の国大使」（2010年 - ）
- 青山商事 「洋服の青山」（2010年 - ）
- ウィルコム 「だれとでも定額」（2010年12月 - ）
- ピエトロ 「ピエトロ ドレッシング」（2011年 - ）
- 任天堂 「FabStyle」（2011年 - ）[注 15]
- グリー GREE 「釣り★スタ」（2014年6月 - ）[注 16][95]
- アサヒ飲料 「アサヒ すきっとレモン」（2015年6月 - ）
- ファクトリージャパン 「カラダファクトリー」（2015年9月 - ） ※ 関東・関西地区 [96]
- リクルートライフスタイル「ホットペッパービューティー」（2015年9月 - ）[97]
- FREETEL（2016年）[98]
- ユニクロ 「17SSワイヤレスブラ」（2017年2月 - ）[99]
- タイガー魔法瓶
  - 「GRAND X」シリーズ（2017年9月12日 - ）[100]
  - 「炊飯ジャー炊きたて」（2018年7月22日 - ）[101]
- ファンケル 「エンリッチ」「エンリッチプラス」（2020年 - ）
- 白元アース 「ミセスロイド」（2021年9月 - ）
- クレディセゾン 「セゾン・アメリカン・エキスプレス®・カード」 
  - 『地球は大丈夫？篇』（2021年12月20日 - ）[102]
  - 『ナタデココ篇』
- Brighte（2024年）[103]
- YB-LAB.「グラマラスパッツシリーズ」（2024年）[104]
- ネスレ日本 ネスレ ヘルスサイエンス カンパニー「VITAL PROTEINS」（2025年）[105]

### 広告・イメージキャラクター
- 秋田県国民健康保険連合会（2008年）
- 日本雑誌協会 「雑誌愛読月間」（2009年）
- 福助 「f*ing」（2010年）
- SEIKO 「TISSE」（2010年 - ）
- FILAイメージキャラクター（2012年 - ）[106]
- ACE 「Jewelna Rose」イメージミューズ（2013年8月 - ）
- 秋田魁新報「秋田の魅力発信」編集長（2017年 - ）[107]

### ミュージック・ビデオ
- Aqua Timez 「B with U」
- オトナモード 「さよならはさよなら」
- Lil'B 「つないだ手」

### ファッションショー
- 東京ガールズコレクション
  - 2008 A/W（2008年9月6日）
  - 2009 S/S（2009年3月7日）
  - 2009 A/W（2009年9月5日）
  - 2010 S/S（2010年3月6日）
  - 2010 A/W（2010年9月4日）
  - 2011 S/S（2011年3月5日）
  - 2011 A/W（2011年9月5日）
  - 2012 S/S（2012年3月3日）
  - 2012 A/W（2012年10月13日）
  - 2013 A/W（2013年8月31日）
- 神戸コレクション
  - 2009 A/W（2009年8月29日）
  - 2010 A/W（2010年8月29日）
  - 2013 S/S 東京ランウェイ（2013年3月9日）
- Girls Award 2010（2010年5月22日）

## 書籍
- 『希んちの暮らし』（2019年3月7日、講談社）ISBN 978-4065151426

### 写真集
- nozomi（集英社ムック）（2008年8月1日、集英社、撮影：TakeoDec.）ISBN 978-4-08-102075-1
- 佐々木希 in『天使の恋』（2009年10月31日、角川メディアハウス、撮影：小林雄一郎）ISBN 978-4-04-894924-8
- Non（2009年11月21日、集英社）ISBN 978-4-08-780546-8
- 佐々木希×清川あさみ コラボ写真集『PRISM』（2010年3月19日、幻冬舎）ISBN 978-4-344-01801-3
- ノゾキミ（2010年7月28日、幻冬舎、撮影：清川あさみ）ISBN 978-4-344-41478-5
- Non♡non（2011年12月1日、集英社）ISBN 978-4-08-780634-2
- ささきき（2013年9月5日、集英社、撮影：阿部ちづる）ISBN 978-4-08-780693-9
- かくしごと（2016年9月26日、講談社）、撮影：川島小鳥）ISBN 978-4062202497[108]

### 雑誌
集英社
- PINKY - 2006年から最終号まで専属モデル。
- non-no - レギュラーモデル（2010年1月 - 2013年3月）
- 週刊ヤングジャンプ[注 17]

その他出版社
- Oggi（小学館）レギュラーモデル（2010年 - ）
- with（講談社）レギュラーモデル（2013年9月 - ）
- 週刊TVガイド（東京ニュース通信社、2008年1月 - 6月）連載

### カレンダー
- 佐々木希 2010年カレンダー（2009年10月28日、ハゴロモ）ISBN 978-4-7774-6004-5
- 佐々木希 2011年カレンダー（2010年11月10日、ハゴロモ）ISBN 978-4-7774-7024-2
- 佐々木希 2012年カレンダー（2011年10月12日、ハゴロモ）ISBN 978-4-7774-8032-6
- 佐々木希 卓上2012年カレンダー（2011年10月5日、ハゴロモ）ISBN 978-4-7774-8129-3
- 佐々木希 2013年カレンダー（2012年9月）ISBN 978-4-7774-9147-6
- 佐々木希 2017年カレンダー（2016年10月26日、講談社）ISBN 978-4-06-358610-7

### その他
- さよならは時に雨と同じ（著：miyu、2011年9月22日、集英社ピンキー文庫） - カバーモデル

## 受賞歴
- 第33回日本ジュエリーベストドレッサー賞 30代部門[109]